# Сан-Доменико-Маджоре
Сан-Доменико-Маджоре — площадь в историческом центре Неаполя. На площади, окаймлённой особняками, доминирует церковь Сан-Доменико-Маджоре в анжуйском стиле (неоготическая реставрация XIX в.). В центре площади — необычный шпиль-обелиск (guglia), поставленный в память об избавлении города от эпидемии чумы 1656 г., над которым в XVII—XVIII вв. работали мастера К. Фанцаго, Ф. А. Пиккьятти, Д. А. Ваккаро.
С левой стороны — вход в ренессансный Палаццо Петруччи, не раз перестроенный, а у абсиды храма — дворец герцогов де Казакаленда (архитектор Луиджи Ванвителли, XVIII в.). Справа от храма — Палаццо Сангро с портиком (Витале Финелли) с полуциркульной аркой (XVI в.), к которому непосредственно примыкает Палаццо Корильяно (XVI в., перестроен в конце XIX в.).